# NGC 960
NGC 960 (również PGC 9621) – galaktyka spiralna (Sb), znajdująca się w gwiazdozbiorze Wieloryba. Odkrył ją Francis Leavenworth w 1886 roku.